# Agdistis potgieteri
Agdistis potgieteri là một loài bướm đêm thuộc họ Pterophoridae. Nó được tìm thấy ở Nam Phi (Free State, Limpopo, miền tây và Bắc Cape).
Sải cánh dài 27–32 mm. Cánh trước màu xám với bốn đốm đậm, cánh sau màu xám đồng nhất. Con trưởng thành bay từ cuối tháng 8 đến tháng 1.